# Сіло (король Астурії)
Сіло (*Silo, д/н —783) — король Астурії у 774—783 роках.

## Біографія
Походив з династії Астур-Леон. Про походження Сіло існують різні відомості: був астурійцем або вестготом, можливо нащадком Пелайо чи Петра Кантабрійського. Є версія, що його мати була мусульманкою, ймовірно, родичкою Абд ар-Рахмана I. Дата народження невідома. Політичній кар'єрі сприяв шлюб Сіло з Адосіндою, донькою короля Альфонсо I.
У 774 році після смерті короля Авреліо обирається королем на з'їзді знаті у столиці королівства — Кангас-де-Оніс. Із самого початку панування намагався посилити королівську владу, обмежити свавілля грандів та налагодити гарні стосунки з Кордовським еміратом. Останньому сприяло вторгнення у 778 році франкських військ на чолі із Карлом Великим.
У своїй внутрішній політиці король спирався на католицьку церкву. Наприкінці 770-х років почалося велике повстання на півночі Галісії. Лише у вирішальній битві біля Монтекубейро королю Сіло вдалося перемогти заколотників. Слідом за цим зумів розширити межі королівства у Галісії. Наступним кроком стало перенесення столиці з Кангас-де-Оніс до Правії.
Помер у 783 році, не залишивши спадкоємців. Після смерті Сіло розпочалася боротьба за трон.